# Dépeçage
Dépeçage (franz.: „Zerlegen“) ist ein Begriff des internationalen Privatrechts (IPR) und bezeichnet den Zustand, wenn ein Rechtsverhältnis (zum Beispiel ein Vertrag) mehreren Rechtsordnungen unterliegt.